# Benigna Maďarová
Benigna Maďarová z Mere (maďarsky Magyar de Mere Benigna, či jen Magyar Benigna, † po roce 1523) byla uherská šlechtična, dcera Blažeje Maďara. V Maďarsku je považována za významnou renesanční postavu. 

## Život
Benigna byla dcerou uherského vojevůdce Blažeje Maďara (Balász Magyar). Ten si na vojenských výpravách oblíbil talentovaného Pavla Kinižského z abovské Kiniže. Toto přátelství zpečetil adopcí Pavla Kinižského a později mu dal za manželku i svou mladou dceru Benignu.  
V roce 1494 Pavel Kinižský zemřel a z mladé Benigny se stala velmi bohatá vdova, jež zdědila majetky po svém v roce 1490 zesnulém otci. Vlastnila panství v Pováží, včetně hradu Strečno. 
V roce 1495 se Benigna vdala za Marka Myslenoviče (Mišljenoviće), chorvatsko-slavonsko-dalmatského bána a kapitána Budínského hradu, jenž však v roce 1508 zemřel po pádu z koně.  
Třetí manželství uzavřela Benigna o rok později (1509) s Gregorem Kerek, kterého údajně po deseti letech manželství pro jeho krutost a chamtivost nechala shodit z hradní bašty. Za tento čin byla odsouzena ke ztrátě hlavy a majetků, král ji však nakonec omilostnil.  
Roku 1523 prodala hrad Strečno králi Janu Zápolskému. Další zprávy o ní nejsou, podle maďarské historiografie údajně zemřela v roce 1526. 

## Literární památka
Do historie se zapsala hlavně maďarsky napsanou modlitební knihou (Czechův rukopis), kterou pro ni vytvořili mniši v paulinském klášteře sv. Michala v Nagyvázsony. Zachovala se ve dvou exemplářích: Feštetićském kodexu z roku 1493 a Czechově kodexu z roku 1513. 